# Nicolò Ormaneto
Nicolò Ormaneto (Verona, 1515/1516 – Verona, 18 gennaio 1577) è stato un vescovo cattolico italiano.

## Biografia
Parroco di Bovolone, vescovo di Padova dal 1570. Fu vicario generale di san Carlo Borromeo durante la sua assenza da Milano (1564-65) e gli fu al fianco nell'opera di riforma dell'arcidiocesi. Passò a Roma in aiuto a Pio V. Nel 1572 fu inviato in Spagna come nunzio apostolico da papa Gregorio XIII.

## Genealogia episcopale
La genealogia episcopale è:
- Cardinale Otto Truchseß von Waldburg
- Vescovo Nicolò Ormaneto